# Thụy Lôi, Tiên Lữ
Thụy Lôi là một xã thuộc huyện Tiên Lữ, tỉnh Hưng Yên, Việt Nam.

## Địa lý
Xã Thụy Lôi nằm phía nam huyện Tiên Lữ, cách thành phố Hưng Yên 10 km, cách cầu Triều Dương 2,5 km, có vị trí địa lý:
- Phía đông giáp xã Cương Chính
- Phía tây giáp xã Đức Thắng
- Phía nam giáp tỉnh Thái Bình
- Phía bắc tiếp giáp xã Trung Dũng.

Xã Thụy Lôi có diện tích 5,40 km², dân số năm 2019 là 6.049 người, mật độ dân số đạt 1.121 người/km².
Năm 2023 số hộ là 2.400, dân số là 8.100, mật độ dân số đạt 1.500 người/km².

## Hành chính
Xã Thụy Lôi được chia thành 3 thôn: Lệ Chi (làng Lệ), Thuỵ Lôi (phố Xuôi), Thuỵ Dương.

## Lịch sử
Trước đây, Thụy Lôi là một xã thuộc huyện Phù Tiên.
Vào đầu thế kỷ 19, xã Thụy Lôi ngày nay là phần đất thuộc các xã Thụy Lôi, Lệ Chi,... thuộc tổng Thụy Lôi huyện Tiên Lữ phủ Khoái Châu trấn Sơn Nam Thượng.
Ngày 6 tháng 11 năm 1996, Quốc hội ban hành Nghị quyết  về việc chia tỉnh Hải Hưng thành 2 tỉnh Hải Dương và Hưng Yên và xã Thuỵ Lôi thuộc huyện Phù Tiên, tỉnh Hưng Yên.
Ngày 24 tháng 2 năm 1997, Chính phủ ban hành Nghị định 17-CP về việc chuyển xã Thuỵ Lôi thuộc huyện Phù Tiên về huyện Tiên Lữ mới tái lập quản lý.

## Kinh tế - xã hội
Cũng như các xã khác trên địa bàn huyện Tiên Lữ, Thuỵ Lôi là xã có sản phẩm nổi tiếng của Hưng Yên là long nhãn và hạt sen.
Xã Thụy Lôi còn có nghề làm giò chả nổi tiếng trong vùng đặc biệt là giò bì. Trước đây là trung tâm hành chính của huyện nên có đầy đủ cơ sở như nhà bưu điện, nông sản,bách hóa, lương thực, trường học, bệnh viện,... Tuy nhiên nay chỉ còn lại vài địa điểm là còn giữ được. Xã Thụy Lôi cũng là đất học nổi tiếng của Phố Hiến xưa và Hưng Yên ngày nay, hàng năm có rất nhiều học sinh đỗ đạt các trường đại học danh tiếng, sản sinh ra nhiều danh nhân, sĩ quan quân đội,... 

## Văn hóa
Thời hoà bình lập lại hệ thống các chùa, và đình làng đều bị phá huỷ là chùa Xuôi, đình Lệ và Đình Xuôi, xã Thuỵ lôi mới khôi phục được ngôi Chùa Xuôi và hai ngôi đình làng là Đình Lệ và Đình Xuôi bằng nguồn tài trợ của các nhà hảo tâm công đức cùng nhân dân trong thôn xã. Ngoài ra, xã còn có ngôi Miếu hiện vẫn còn khá nguyên vẹn nằm cạnh chợ Xuôi. Chợ Xuôi một tháng 4 phiên vào các ngày 5, 9 âm lịch tấp nập người buôn bán.
Các dòng họ: Nguyễn Xuân,Nguyễn Ngọc, Phạm, Trần, Bùi, Ngô, Vũ, Lê, Hoàng... Thôn Lệ Chi có Họ Phạm, họ Nguyễn, Trần và các họ Bùi, Vũ,...